# Algeciras
Algeciras er en by og kommune i det sydlige Spanien i provinsen Cádiz. Den har et indbyggertal på 124.978 (2024) indbyggere.

## Geografi
Byen er placeret i provinsen Cádiz på Spaniens sydlige kyst og er den sydligste købstad på Den Iberiske Halvø. Byen er den største i hele Gibraltarbugtsområdet, der på spansk hedder Bahía de Algeciras, og har en befolkning på godt 110.000 indbyggere.

## Havnen
Algeciras er et stort forbindelsesled for transport over søvejen til Middelhavet, Spanien og Tangier og andre havne i Marokko samt de Kanariske Øer og enklaverne Ceuta og Melilla. Havnen er placeret som nummer 16 på listen over havne, der flytter mest gods i verden.
Det danske firma A.P. Møller - Mærsk har desuden en stor containerterminal på havnen. Denne styres gennem datterselskabet APM Terminals med hovedsæde i Haag. En del af terminalen benyttes af det Mærsk-ejede selskab Safmarine, der besejler både Afrika og dele af Asien.
Algeciras udgør desuden endepunkterne på Europavejene E05 (andet endepunkt i Greenock, Skotland) og E15 (andet endepunkt i Inverness, Skotland).

## Historie
Byen blev etableret i år 713, muligvis på en tidligere romersk by ved navn Portus Albus ("Den hvide havn"). Byen havde en kort periode som selvstændig fra 1035 til 1058. Den hed da al-Jazirah al-Khadra ("Den grønne ø") efter øen Isla Verde, hvor også oprindelsen til byens nuværende navn ses som afledt fra det oprindelige navn. I 1368 blev byen ødelagt efter ordre fra Muhammed V af Granada og området efterfølgende efterladt øde.
Algeciras blev genopbygget i 1704 af flygtningene fra Gibraltar, efter at denne blev taget af engelske/hollandske styrker.